# 羅斯巴赫河
51°33′16.59″N 7°17′14.9″E / 51.5546083°N 7.287472°E

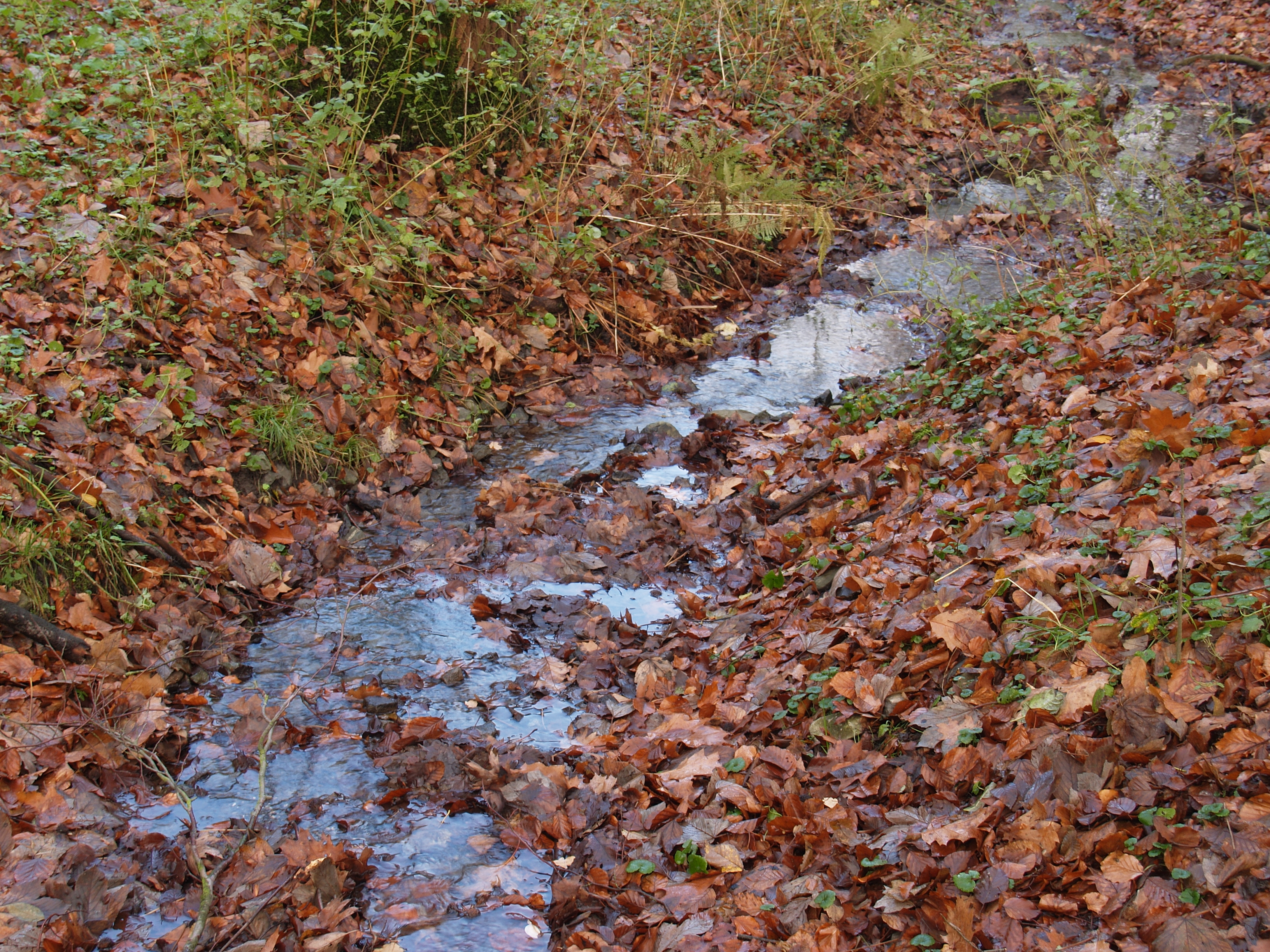

羅斯巴赫河（德語：Roßbach），是德國的河流，位於該國西部，處於北萊茵-威斯特法倫州，屬於蘭韋爾巴赫河的左支流，河道全長4.1公里，河畔城鎮有黑爾訥和卡斯特羅普-勞克瑟爾。